# 1,1,1-trikloro-2,2,2-trifluoroetan
Asimetrični triklorotrifluoroetan, imenovan tudi 1,1,1-trikloro-2,2,2-trifluoroetan ali CFC-113a, je klorofluoroogljikovodikova spojina. Njegova kemijska formula je CCl3CF3.

## Vplivi na okolje
Skupina raziskovalcev na Univerzi East Anglia je analizirala vzorce neonesnaženega zraka iz Tasmanije iz obdobja 1978 do 2012. Ugotovili so, da so preučevane spojine CFC začele vstopati v ozračje iz antropogenih virov v 60. letih 20. stoletja in da se je številčnost nekaterih CFC zmanjšala zaradi Montrealskega protokola, vendar je številčnost CFC-113a v ozračju še vedno naraščala. Njegov izvor je ostal neznan, nekateri pa so domnevali, da gre za proizvodnjo fluoriranih ogljikovodikov v vzhodni Aziji. Med letoma 2012 in 2017 so koncentracije plina poskočile za 40 odstotkov.